# (274333) Voznyukigor
(274333) Voznyukigor est un astéroïde de la ceinture principale.

## Description
(274333) Voznyukigor est un astéroïde de la ceinture principale. Il fut découvert le 2 septembre 2008 à Androuchivka par l'observatoire astronomique d'Androuchivka. Il présente une orbite caractérisée par un demi-grand axe de 2,68 UA, une excentricité de 0,12 et une inclinaison de 12,4° par rapport à l'écliptique.

## Compléments